# Vítor, o Mouro
Vítor da Mauritânia, dito Mouro (também conhecido como Vítor de Milão, primariamente na Igreja Ortodoxa e em latim como Victor Maurus) foi um mártir cristão. Nascido numa família cristã, atuou como soldado romano servindo na guarda pretoriana.

## Vida
Vítor, nascido em uma família cristã, foi um soldado da Guarda Pretoriana Romana sob o comando de Maximiano. Nos "Atos", que datam do século VIII, é dito que Vítor se recusou a continuar seu serviço militar e destruiu altares pagãos. Arrastado para o Hipódromo na presença de Maximiano e seu conselheiro Anulino, ele se recusou a trair suas crenças, apesar dos tormentos aos quais foi submetido. Chicoteado e aprisionado, após uma fuga quase milagrosa, ele foi novamente capturado. Ele foi arrastado para uma floresta próxima e decapitado por volta do ano 303.

## Devoção
Seus ossos foram enterrados mais tarde em uma antiga basílica no local de um antigo mausoléu romano. Mais tarde, eles foram movidos para o oratório de San Vittore in Ciel d'Oro, originalmente uma capela independente, encomendada pelo bispo Materno para guardar as relíquias de São Vítor. Agora faz parte da Basílica dos Santos Ambrósio e Carlos, construída por Ambrósio, bispo de Milão do século IV, e inicialmente chamada de "Basilica Martyrum". A devoção de São Vítor foi promovida particularmente por ele, e diversas igrejas foram dedicadas a ele na cidade e por toda a Diocese de Milão e redondezas.
Gregório de Tours afirmou que milagres teriam ocorrido sobre o seu túmulo, e que a intercessão de Vítor foi eficaz na libertação de cativos. Em 1576, o bispo Charles Borromeo devolveu as relíquias à Igreja (e mosteiro) San Vittore al Corpo. Exames forenses realizados em 2018 indicaram ser de um homem na faixa dos vinte e poucos anos, com sinais claros de decapitação. 
Sua memória é comemorada no dia 8 de maio na Igreja Ortodoxa, Igreja Católica Romana e Igreja Luterana.